# Evolución humana
La evolución humana u hominización es el proceso de evolución biológica de la especie humana desde sus ancestros hasta la actualidad. El estudio de dicho proceso requiere de un análisis interdisciplinario en el que se complementen conocimientos desde ciencias como la genética, la antropología física, la paleontología, la estratigrafía, la geocronología, la arqueología y la lingüística.
El término humano, en el contexto de su evolución, se refiere a los individuos del género Homo. Sin embargo, los estudios de la evolución humana incluyen otros homininos, como Ardipithecus, Australopithecus, etc.  De esta manera, el estudio específico de la evolución humana es el estudio del linaje, o clado, que incorpora a todas las especies más cercanas al humano moderno que al chimpancé, el pariente vivo más próximo. Las evidencias moleculares y paleontológicas han permitido estimar que el ancestro común entre Homo sapiens y Pan troglodytes vivió en África hace entre cinco y siete millones de años. A partir de esta divergencia, dentro del linaje hominino continuaron emergiendo nuevas especies, todas ellas extintas actualmente a excepción de Homo sapiens.

## Aspectos genéticos de la evolución
Al analizar el genoma humano actual se ha descubierto que en su proceso evolutivo hay varios hechos que destacar. Así, se observa por ejemplo que el Homo sapiens comparte casi el 99 % de los genes con el chimpancé y con el bonobo. Para mayor precisión, el genoma de cualquier individuo de nuestra especie tiene una diferencia de solo el 1,24 % respecto al genoma de Pan troglodytes (chimpancés) y de 1,62 % respecto al genoma de los gorilas.
El análisis genómico ha establecido el siguiente parentesco:
|  | Chimpancé |
|  |           |
|  | Bonobo    |
|  |           |

|  | \| \| Neandertal \| \| \| \| \| \| Denisovano \| \| \| \| |
|  |                                                           |
|  | Homo sapiens                                              |
|  |                                                           |
|  | Neandertal                                                |
|  |                                                           |
|  | Denisovano                                                |
|  |                                                           |

|  | Neandertal |
|  |            |
|  | Denisovano |
|  |            |

|  | Chimpancé |
|  |           |
|  | Bonobo    |
|  |           |

|  | \| \| Neandertal \| \| \| \| \| \| Denisovano \| \| \| \| |
|  |                                                           |
|  | Homo sapiens                                              |
|  |                                                           |
|  | Neandertal                                                |
|  |                                                           |
|  | Denisovano                                                |
|  |                                                           |

|  | Neandertal |
|  |            |
|  | Denisovano |
|  |            |

|  | Chimpancé |
|  |           |
|  | Bonobo    |
|  |           |

|  | \| \| Neandertal \| \| \| \| \| \| Denisovano \| \| \| \| |
|  |                                                           |
|  | Homo sapiens                                              |
|  |                                                           |
|  | Neandertal                                                |
|  |                                                           |
|  | Denisovano                                                |
|  |                                                           |

|  | Neandertal |
|  |            |
|  | Denisovano |
|  |            |

|  | Chimpancé |
|  |           |
|  | Bonobo    |
|  |           |

|  | \| \| Neandertal \| \| \| \| \| \| Denisovano \| \| \| \| |
|  |                                                           |
|  | Homo sapiens                                              |
|  |                                                           |
|  | Neandertal                                                |
|  |                                                           |
|  | Denisovano                                                |
|  |                                                           |

|  | Neandertal |
|  |            |
|  | Denisovano |
|  |            |

### Introgresión e hibridación
Partiendo del análisis genético de la evolución humana, se postula que dentro de su genealogía se habría producido introgresión en varias ocasiones. Ejemplo de ello es el cromosoma Y actual más antiguo (cromosoma-Y A00), que se remontaría hasta los humanos arcaicos (hace unos 340 000 años aprox.).
También destaca el descubrimiento de la existencia de hibridación con otras especies homínidas más antiguas, tales como el Homo neanderthalensis (de un 1 % a un 4 % de genes neandertales por persona, principalmente en Europa), y con el homínido de Denisova (la población local que vive actualmente en Papúa Nueva Guinea, en el Sudeste Asiático, le debe al menos el 3 % de su genoma por persona a los homínidos de Denisova). Sin embargo, destaca que al analizar el porcentaje total de ADN del Homo neanderthalensis dentro de la población humana actual no africana, este porcentaje aumenta significativamente a un 20 %; estando este genoma neandertal relacionado con genes que produjeron una "heterosis" a adaptaciones ambientales (como fenotipos de la piel), pero también implicado en enfermedades como la diabetes tipo 2, la enfermedad de Crohn, el lupus y la cirrosis biliar.

### Retrovirus endógenos humanos
Igualmente, destaca que los retrovirus endógenos humanos (HERV) (Secuencia de ADN derivado de virus pertenecientes al grupo de los retrovirus) comprenden una parte significativa del genoma humano. Con aproximadamente 98 000 fragmentos y elementos ERV, estos componen casi el 8 % del genoma actual del ser humano, los cuales ha adquirido el ser humano en diferentes periodos temporales de su evolución.

## Etapas en la línea evolutiva humana

### Pre-australopitecinos
Los primeros posibles homínidos bípedos (homininos) son Sahelanthropus tchadiensis (con una antigüedad de 7 millones de años y encontrado en el Chad, pero que genera dudas acerca de su adscripción a nuestra línea evolutiva), Orrorin tugenensis (con unos 6 millones de años y hallado en África Oriental) y Ardipithecus (entre 5,5-4,5 millones de años y encontrado en la misma región). Los fósiles de estos homínidos son escasos y fragmentarios y no hay acuerdo general sobre si eran totalmente bípedos. No obstante, tras el descubrimiento del esqueleto casi completo de un individuo de Ardipithecus ramidus apodado Ardi, se han podido resolver algunas dudas al respecto; así, la forma de la parte superior de la pelvis indica que era bípedo y que caminaba con la espalda recta, pero la forma del pie, con el dedo gordo dirigido hacia adentro (como en las manos) en vez de ser paralelo a los demás, indica que debía caminar apoyándose sobre la parte externa de los pies y que no podía recorrer grandes distancias.

### Australopitecinos
Los primeros homínidos de los que se tiene la seguridad de que fueron completamente bípedos son los miembros del género Australopithecus, de los que se han conservado esqueletos muy completos (como el de la famosa Lucy).
Este tipo de homininos prosperó en las sabanas arboladas del este de África entre 4 y 2,5 millones de años atrás con notable éxito ecológico, como lo demuestra la radiación que experimentó, con al menos cinco especies diferentes esparcidas desde Etiopía y el Chad hasta Sudáfrica.
Su desaparición se ha atribuido a la crisis climática que se inició hace unos 2,8 millones de años y que condujo a una desertificación de la sabana con la consiguiente expansión de los ecosistemas abiertos, esteparios. Como resultado de esta presión evolutiva, algunos Australopithecus se especializaron en la explotación de productos vegetales duros y de escaso valor nutritivo, desarrollando un impresionante aparato masticador, originando al Paranthropus; otros Australopithecus se hicieron paulatinamente más carnívoros, originando a los primeros Homo.

### PrimerosHomo
No se sabe con certeza de qué especie proceden los primeros miembros del género Homo; se han propuesto Australopithecus africanus, A. afarensis y A. garhi, pero no hay un acuerdo general. También se ha sugerido que Kenyanthropus platyops pudo ser el antepasado de los primeros Homo.
Clásicamente se consideran como pertenecientes al género Homo los homínidos capaces de elaborar herramientas de piedra. No obstante, esta visión ha sido puesta en duda; por ejemplo, se ha sugerido que Australopithecus ghari fue capaz de fabricar herramientas hace 2,5 millones de años. Las primeras herramientas eran muy simples y se encuadran en la industria lítica conocida como Olduvayense o Modo 1. Las más antiguas proceden de la región de Afar (Etiopía) y su antigüedad se estima en unos 2,6 millones de años, pero no existen fósiles de homínidos asociados a ellas.
De esta fase se han descrito dos especies, Homo rudolfensis y Homo habilis, que habitaron África Oriental entre 2,5 y 1,8 millones de años atrás, que a veces se reúnen en una sola. El volumen craneal de estas especies oscila entre 650 y 800 cm³.

#### Poblamiento de Eurasia

Distribución geográfica y temporal del género Homo. Otras interpretaciones difieren en la taxonomía y distribución geográfica.

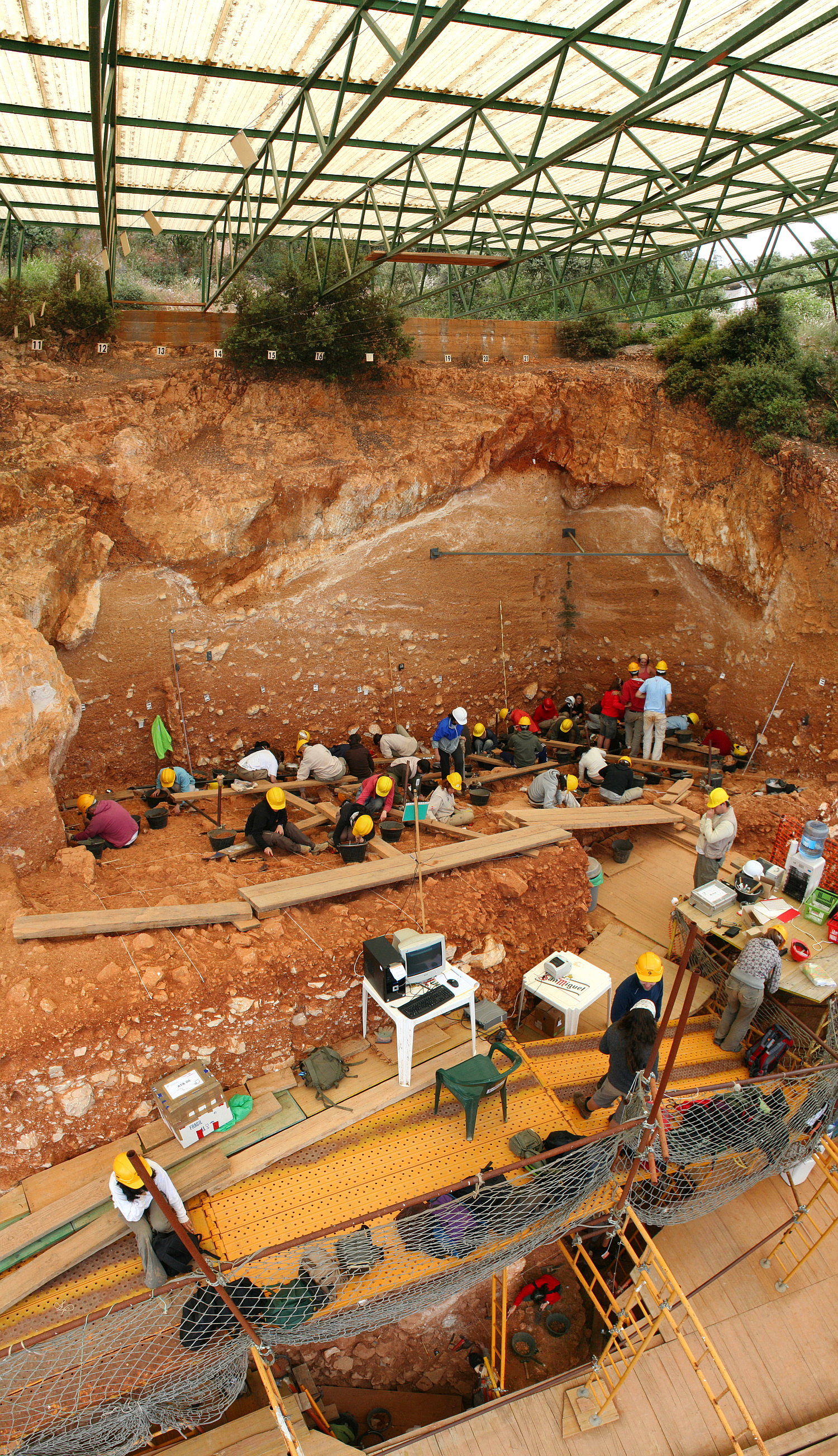
Excavación en el yacimiento de Gran Dolina, en Atapuerca (provincia de Burgos).

Esta es sin duda la etapa más confusa y compleja de la evolución humana. El sucesor cronológico de los citados Homo rudolfensis y Homo habilis es Homo ergaster, cuyos fósiles más antiguos datan de hace aproximadamente 1,8 millones de años, y su volumen craneal oscila entre 850 y 880 cm³. Morfológicamente es muy similar a Homo erectus y en ocasiones se alude a él como «Homo erectus africano». Se supone que fue el primero de nuestros antepasados en abandonar África; se han hallado fósiles asimilables a H. ergaster (o tal vez a Homo habilis) en Dmanisi (Georgia), datados en 1,8 millones de años de antigüedad y que se han denominado Homo georgicus que prueban la temprana salida de África de nuestros antepasados remotos.
Esta primera migración humana condujo a la diferenciación de dos linajes descendientes de Homo ergaster: Homo erectus en Extremo Oriente (China, Java) y Homo antecessor/Homo cepranensis en Europa (España, Italia). Por su parte, los miembros de H. ergaster que permanecieron en África inventaron un modo nuevo de tallar la piedra, más elaborado, denominado Achelense o Modo 2 (hace 1,6 o 1,7 millones de años). Se ha especulado que los clanes poseedores de la nueva tecnología habrían ocupado los entornos más favorables desplazando a los tecnológicamente menos avanzados, que se vieron obligados a emigrar. Ciertamente sorprende el hecho que H. antecessor y H. erectus siguieran utilizando el primitivo Modo 1 (Olduvayense), cientos de miles de años después del descubrimiento del Achelense. Una explicación alternativa es que la migración se produjera antes de la aparición del Achelense.
Después del hallazgo de restos del hombre de Denisova se ha detectado que hace un millón a 700 000 años se produjo un flujo genético de las poblaciones africanas a las asiáticas y europeas. De los milenios posteriores, además de los emblemáticos fósiles de Homo erectus encontrados en Java y en Pekín, China, se han hallado otros restos de homininos, cuyas características morfológicas presentan claras diferencias, así como coincidencias, tanto con H. erectus como con H. sapiens: los de Hathnora, valle del Narmada (India), de hace unos 250 000 años; el cráneo de Dali (China), que data de hace 200 000 años; la mujer de Jinniushan; la mandíbula de Zhirendong de hace 106 000 años, el cráneo de Xuchang de 100 000 años; el hombre de Orsang (India), que data de hace 50 000 años; del Hombres de la cueva de los ciervos de China, que vivió hasta hace 11 500 años; y del hombre de Solo (Java).
En condiciones de aislamiento, evolucionaron especies independientes, como el caso del Homo luzonensis; y del Homo floresiensis de la Isla de Flores (Indonesia), especies desaparecidas hace 60 000 años. Aunque podrían haber evolucionado desde poblaciones tempranas de H. erectus, las proporciones de las extremidades inferiores, los huesos de los pies y la anatomía funcional de la muñeca y el hombro, más parecidas a Homo Habilis e incluso a los Australopithecus, sugieren que sus ancestros salieron de África antes de la evolución de H. erectus.
Por su parte, en Europa se tiene constancia de la presencia humana desde hace más de 1 millón de años (Homo antecessor), pero se han hallado herramientas de piedra más antiguas no asociadas a restos fósiles en diversos lugares. La posición central de H. antecessor como antepasado común de Homo neanderthalensis y Homo sapiens ha sido descartada por los propios descubridores de los restos (Eudald Carbonell y Juan Luis Arsuaga).
Los últimos representantes de esta fase de nuestra evolución son Homo heidelbergensis en Europa, que supuestamente está en la línea evolutiva de los neandertales, y Homo rhodesiensis en África que sería el antepasado del hombre moderno.
Una visión más conservadora de esta etapa de la evolución humana reduce todas las especies mencionadas a una, Homo erectus, que es considerada como una especie politípica de amplia dispersión con numerosas subespecies y poblaciones interfértiles genéticamente interconectadas.

#### Nuevos orígenes en África
La fase final de la evolución de la especie humana está presidida por tres especies humanas inteligentes, que durante un largo período convivieron y compitieron por los mismos recursos. Se trata del Hombre de Neanderthal (Homo neanderthalensis), la especie del homínido de Denisova y el hombre moderno (Homo sapiens). Son en realidad historias paralelas que, en un momento determinado, se cruzan.
El Hombre de Neanderthal surgió y evolucionó en Europa y Oriente Medio hace unos 230 000 años, presentando claras adaptaciones al clima frío de la época (complexión baja y fuerte, nariz ancha).
El homínido de Denisova vivió hace 40 000 años en los montes Altái y probablemente en otras áreas en las cuales también vivieron neandertales y sapiens. El análisis del ADN mitocondrial indica un ancestro femenino común con las otras dos especies hace aproximadamente un millón de años. La secuencia de su genoma ha revelado que habría compartido con los neandertales un ancestro hace unos 650 000 años y con los humanos modernos hace 800 000 años. Un molar descubierto presenta características morfológicas claramente diferentes a las de los neandertales y los humanos modernos.
Los fósiles de Djebel Irhoud (Marruecos) que datan de hace 300 000 años y el cráneo de Florisbad (Homo helmei), de Bloemfontein (Sudáfrica), datado en 259 000 años antes del presente, apuntan al Homo sapiens.
En las excavaciones de la cuenca de Olorgesailie, en el sur de Kenia, de hace 295 000 a 320 000 años, datados mediante métodos de series de argón-40/argón-39 y uranio, se encontraron restos de actividad de homininos, que en estos sitios hicieron núcleos preparados y puntas, explotaron rocas ricas en hierro para obtener pigmento rojo y adquirieron materiales para herramientas de piedra desde distancias de 25 a 50 kilómetros. Estos hallazgos sugieren que desde entonces ya se registraban complejos comportamientos que caracterizan al Homo sapiens.
Los Hombres de Kibish, especialmente Omo I, son considerados los fósiles más antiguos de Homo sapiens datan de hace unos 200 000 años (Etiopía). Hace unos 90 000 años llegó al Próximo Oriente donde se encontró con el Hombre de Neanderthal que huía hacia el sur de la glaciación que se abatía sobre Europa. Homo sapiens siguió su expansión y hace unos 45 000 años llegó a Europa Occidental (Francia); paralelamente, el Hombre de Neanderthal se fue retirando, empujado por H. sapiens, a la periferia de su área de distribución (Península ibérica, mesetas altas de Croacia), donde desapareció hace unos 28 000 años.
Aunque H. neanderthalensis ha sido considerado con frecuencia como subespecie de Homo sapiens (H. sapiens neanderthalensis), el análisis del genoma mitocondrial completo de fósiles de H. neanderthalensis sugieren que la diferencia existente es suficiente para considerarlos como dos especies diferentes, separadas desde hace 660 000 (± 140 000) años. (ver el apartado "Clasificación" en Homo neanderthalensis).
Se tiene la casi plena certeza de que el hombre de Neandertal no es ancestro directo del ser humano actual, sino perteneciente a una línea evolutiva paralela derivada también de Homo erectus/Homo ergaster a través del eslabón conocido como Homo heidelbergensis. El neandertal coexistió con Homo sapiens y quizá terminó extinguido por la competencia con nuestra especie. Sin embargo, el análisis del genoma nuclear apunta a un aporte neandertal al acervo genético de los humanos modernos. Los euroasiáticos poseen entre el 1 y el 5 % de genes arcaicos por persona que se pueden atribuir a la hibridación de Homo sapiens con H. neanderthalensis.
En cuanto al llamado hombre de Cro-Magnon corresponde a las poblaciones de Europa Occidental de la actual especie Homo sapiens.

### Homo sapiens
Los parientes vivos más cercanos a nuestra especie son los grandes simios: el gorila, el chimpancé, el bonobo y el orangután. Los fósiles más antiguos de Homo sapiens tienen una antigüedad de casi  doscientos mil años y proceden del sur de Etiopía (formación Kibish del río Omo), considerada como la cuna de la humanidad (véase Hombres de Kibish). A estos restos fósiles siguen en antigüedad los de Homo sapiens idaltu, con unos ciento sesenta mil años.
|  |

Algunos datos de genética molecular concordantes con hallazgos paleontológicos, sostienen que todos los seres humanos descienden de una misma Eva mitocondrial o E.M., esto quiere decir que, según los rastreos del ADNmt - que solo se transmite a través de las madres-, toda la humanidad actual tiene una antecesora común que habría vivido en el noreste de África, probablemente en Tanzania (dada la mayor diversidad genética allí) hace entre ciento cincuenta mil y doscientos treinta mil años (ver haplogrupos de ADN mitocondrial humano).
Estudios de los haplogrupos del cromosoma Y humano, concluyen que por línea paterna hay una ascendencia que llega hasta el Adán cromosómico, el cual habría vivido en el África subsahariana entre hace sesenta mil y noventa mil años.
Otros indicios derivados de muy recientes investigaciones sugieren que la de por sí exigua población de Homo sapiens hace unos setenta y cuatro mil años se redujo al borde de la extinción al producirse el estallido del volcán Toba, según la Teoría de la catástrofe de Toba, volcán ubicado en la isla de Sumatra, cuyo estallido ha dejado como rastro el lago Toba. Tal erupción-estallido tuvo una fuerza 3000 veces superior a la erupción del Monte Santa Helena en 1980. Esto significó que gran parte del planeta se vio cubierto por nubes de ceniza volcánica que afectaron negativamente a las poblaciones de diversas especies incluidas la humana. Según esta hipótesis llamada entre la comunidad científica Catástrofe de Toba, la población de Homo sapiens (entonces toda en África; la primera migración fuera de África fue en torno al año 70 000 a. C.) se habría reducido a solo alrededor de mil individuos. Si esto es cierto, significaría que el 'pool' genético de la especie se habría restringido de tal modo que se habría potenciado la unidad genética de la especie humana.[cita requerida] No todos están de acuerdo con esa datación. Después de analizar el ADN de personas de todas las regiones del mundo, el genetista Spencer Wells sostiene que todos los humanos que viven hoy descienden de un solo individuo que vivió en África hace unos sesenta mil años. Por todo lo antedicho queda demostrado el monogenismo de la especie humana y, consecuentemente, descartado el poligenismo, que servía de "argumento" a teorías racistas.
En 2021 fue descubierta una posible nueva especie de humano arcaico a partir de un cráneo datado de unos ciento cuarenta y seis mil años descubierto en Harbin, al noreste de China, en 1933 que data de al menos unos ciento cuarenta y seis mil años durante el Pleistoceno medio. Se le bautizó como Homo longi (en chino tradicional, 龍人; en chino simplificado, 龙人; traducido como Hombre dragón). Su análisis sugiere que el Homo sapiens está más relacionado con él que con el Homo neanderthalensis.

#### Migraciones prehistóricas deHomo sapiens
Junto a los hallazgos arqueológicos, los principales indicadores de la expansión del ser humano por el planeta son el ADN mitocondrial y el cromosoma Y, que son característicos de la descendencia por línea materna y paterna respectivamente.
Los humanos ya habrían comenzado a salir de África unos noventa mil años antes del presente; colonizando para esas fechas el Levante mediterráneo (estos restos fósiles han sido atribuibles a tempranos Homo sapiens, pero su relación real con los humanos modernos es muy discutible).

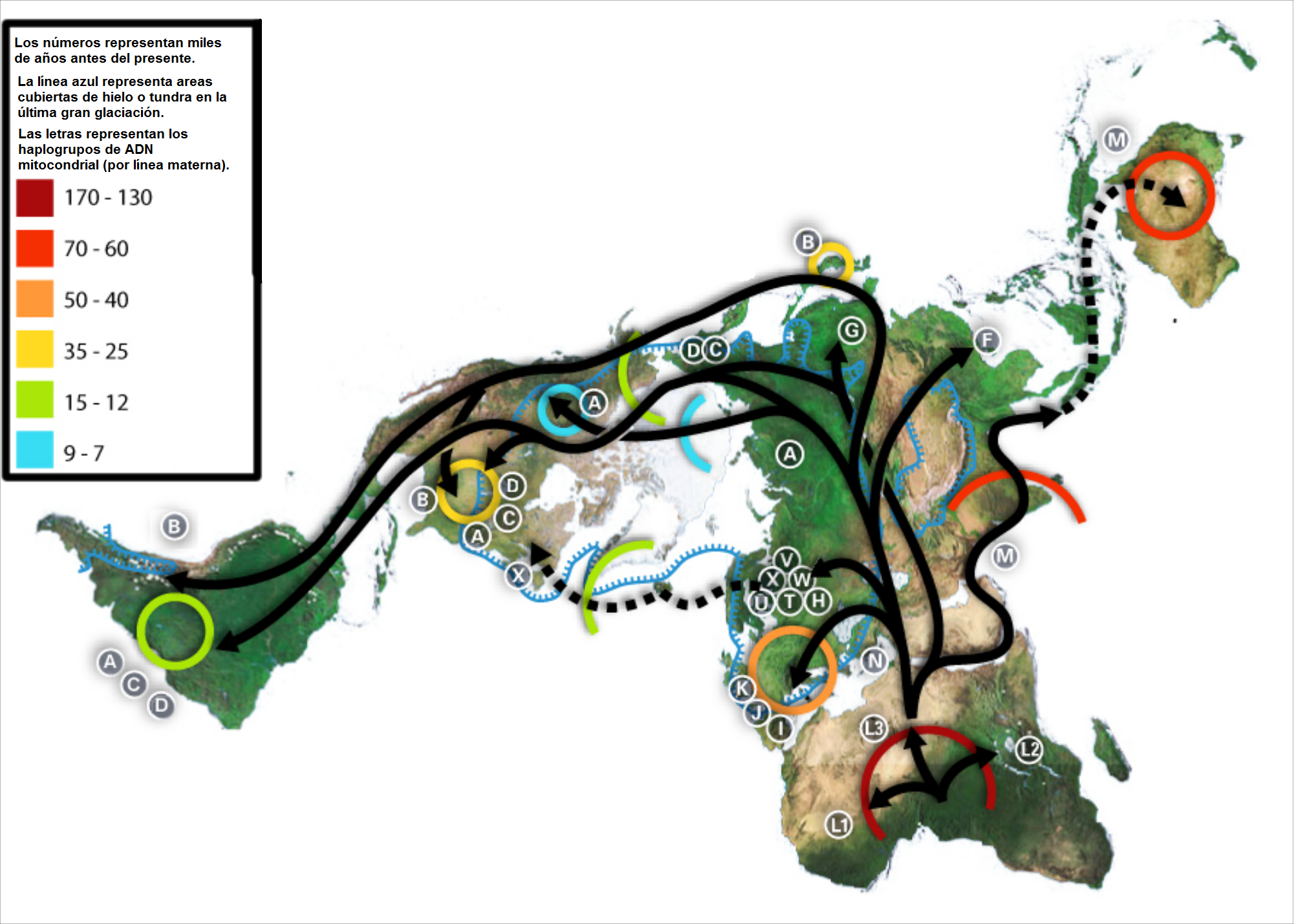
Mapa de la migración humana según estudios del ADN mitocondrial. La leyenda representa los miles de años desde la actualidad. La línea azul señala la extensión máxima de los hielos y las áreas de tundra durante la última gran glaciación.

Australia y Nueva Guinea: la Línea de Wallace no significó para los Homo sapiens un límite insuperable para acceder a esta región. La llegada de humanos a Australia se data hace unos cincuenta mil años cuando pudieron fabricar rústicas almadías o balsas de juncos para atravesar el estrecho que separaba a Sahul de la región de la Sonda.
Europa: comenzó a ser colonizada hace solo unos cuarenta mil años, se supone que durante milenios el desierto de Siria resultaba una barrera infranqueable desde África hacia Europa, por lo que habría resultado más practicable una migración costera desde las costas de Eritrea a las costas yemeníes y de allí al subcontinente indio. La expansión por Europa coincide con la extinción de su coetáneo de entonces, el hombre de Neandertal.
Oceanía: la colonización de estas islas más próximas a Eurasia se habría iniciado hace unos cincuenta mil años, pero la expansión por esta MUG (macro-unidad geográfica) fue muy lenta y gradual, y hace unos cinco mil años pueblos austronesios comenzaron una efectiva expansión por Oceanía, aunque archipiélagos como el de Hawái y Nueva Zelanda no estaban aún poblados por seres humanos hace dos mil o mil quinientos años (esto requirió el desarrollo de una apropiada técnica naval y conocimientos suficientes de náutica).
América: la llegada del hombre a América, se habría iniciado hace unos veinte mil o, al menos, quince mil años, aunque no hay consenso al respecto. Durante las glaciaciones el nivel de los océanos desciende al grado que el "Viejo Mundo" y el "Nuevo Mundo" forman un megacontinente unido por el Puente de Beringia.

## Cambios evolutivos

### Aspectos morfológicos

#### Diferencias con otros primates
Cuando los ancestros del Homo sapiens y otros muchos primates vivían en selvas comiendo frutos, bayas y hojas, abundantes en vitamina C, pudieron perder la capacidad genética, que tiene la mayoría de los animales, de sintetizar en su propio organismo tal vitamina. Tales pérdidas durante la evolución han implicado sutiles pero importantes determinaciones: cuando las selvas originales se redujeron o, por crecimiento demográfico, resultaron superpobladas, los primitivos homininos (y luego los humanos) se vieron forzados a recorrer importantes distancias, migrar, para obtener nuevas fuentes de nutrientes (por ejemplo de la citada vitamina C).
Todos los cambios reseñados han sucedido en un periodo relativamente breve (aunque se mida en millones de años), esto explica la susceptibilidad de nuestra especie a afecciones en la columna vertebral y en la circulación sanguínea y linfática.

#### Cerebración

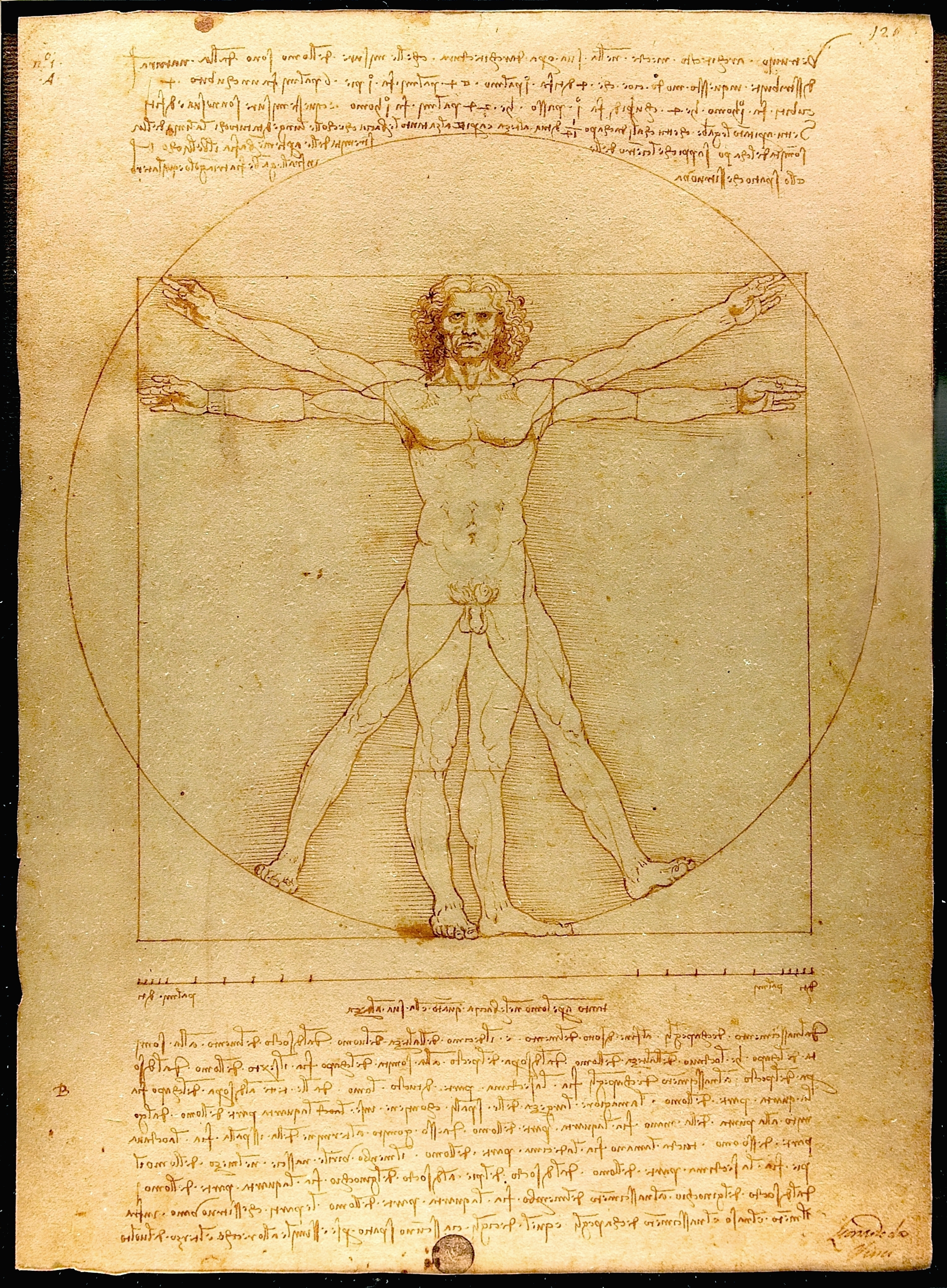
El Hombre de Vitruvio, de Leonardo da Vinci.

La cerebración tanto como la corticalización son fenómenos biológicos muy anteriores a la aparición de los homínidos. Sin embargo, en estos y en especial en Homo sapiens, la cerebración y la corticalización adquieren un grado superlativo.
El cerebro de Homo sapiens, en relación con la masa corporal, es uno de los más grandes. Más llamativo es el consumo de energía metabólica (por ejemplo, la producida por la "combustión" de la glucosa) que requiere el cerebro: un 20% de toda la energía corporal, y aun cuando la longitud de los intestinos humanos evidencian los problemas que se le presentan.
En Homo sapiens el volumen oscila entre los 1200 a 1400 cm³, el promedio global actual es de 1350 cm³; sin embargo no basta un incremento del volumen, sino cómo se dispone; esto es: cómo está dispuesta la "estructura" del sistema nervioso central y del cerebro en particular. Por término medio, los Homo neanderthalensis pudieron haber tenido un cerebro de mayor tamaño que el de nuestra especie, pero la morfología de su cráneo demuestra que la estructura cerebral era muy diferente: con escasa frente, los neandertalenses tenían poco desarrollados los lóbulos frontales y, en especial, muy poco desarrollada la corteza prefrontal. El cráneo de Homo sapiens no solo tiene una frente prominente sino que es también más alto en el occipucio (cráneo muy abovedado), esto permite el desarrollo de los lóbulos frontales. De todos los mamíferos, Homo sapiens es el único que tiene la faz ubicada bajo los lóbulos frontales.
Sin embargo, aún más importante para la evolución del encéfalo parecen haber sido las mutaciones en el posicionamiento del esfenoides.
Se ha hecho mención en el apartado dedicado a la aparición del lenguaje articulado de la importancia del gen FOXP2; dicho gen es el encargado del desarrollo de las áreas del lenguaje y de las áreas de síntesis (las áreas de síntesis se encuentran en la corteza cerebral de los lóbulos frontales). El aumento del cerebro y su especialización permitió la aparición de la llamada lateralización, o sea, una diferencia muy importante entre el hemisferio izquierdo y el hemisferio derecho del cerebro. El hemisferio izquierdo tiene desarrollado en su corteza áreas específicas que posibilitan el lenguaje simbólico basado en significantes acústicos: el área de Wernicke y el área de Broca.
Es casi seguro que ya hace 200 000 años los sujetos de la especie Homo sapiens tenían un potencial intelectual equivalente al de la actualidad, pero para que se activara tal potencial tardaron milenios: el primer registro de conducta artística conocido se data hace solo unos 75 000 años, los primeros grafismos y expresiones netamente simbólicas fuera del lenguaje hablado se datan hace solo entre 40 000 y 35 000 años. Las primeras escrituras ("memoria segunda" como bien les llamara Roland Barthes) datan de hace entre 5500 o 5000 años, en el Valle del Nilo o en la Mesopotamia asiática.
Se ha dicho, también líneas antes, que Homo sapiens mantiene características de estructura craneal "primitivas" ya que recuerdan a las de un chimpancé infantil; en efecto, tal morfología es la que permite tener la frente sobre el rostro y los lóbulos frontales desarrollados.
La cabeza de Homo sapiens, para contener tal cerebro, es muy grande; aún en el feto y en el neonato, razón principal por la cual los partos son difíciles, sumada a la disposición de la pelvis.
Una solución parcial a esto es la heterocronía: el neonato humano está muy incompletamente desarrollado en el momento del parto; puede decirse (con algo de metáfora) que la gestación en el ser humano no se restringe a los ya de por sí prolongados nueve meses intrauterinos, sino que se prolonga extrauterinamente hasta, al menos, los cuatro primeros años; en efecto, el infante está completamente desvalido durante años, tan es así que, que entre los 2 a 4 años es cuando tiene lo suficientemente desarrolladas las áreas visuales del cerebro como para tener una percepción visual de su propio ser (Estadio del espejo descubierto por Jacques Lacan en la década de 1930). Ahora bien, si Homo sapiens tarda mucho en poder tener una percepción plena de su imagen corporal es interesante saber que es uno de los pocos animales que se percibe al ver su imagen reflejada (solo se nota esta capacidad en bonobos, chimpancés, y si acaso en gorilas, orangutanes, delfines y elefantes).
Tal es la prematuración de Homo sapiens, que mientras un chimpancé neonato tiene una capacidad cerebral de un 65% de la de un chimpancé adulto, o la capacidad de Australopithecus afarensis era en el parto de un 50% respecto a la de su edad adulta, en Homo sapiens 'bebé' tal capacidad no supera al 25% de la capacidad que tendrá a los 45 años[cita requerida] (a los 45 años aproximadamente es cuando se desarrolla totalmente el cerebro humano[cita requerida]).
Pero no basta el desarrollo cronológico. Para que el cerebro humano se "despliegue" -por así decirlo- o desarrolle requiere de estimulación y afecto; de otro modo la organización de algunas de las áreas del cerebro puede quedar atrofiada.

#### Bipedestación
Los homininos, primates bípedos, habrían surgido hace unos 6 o 7 millones de años en África, cuando dicho continente se encontró afectado por una progresiva desecación que redujo las áreas de bosques y selvas. A partir de ello la primera teoría y más aceptada, es que como adaptación al bioma de sabana aparecieron primates capaces de caminar fácilmente de modo bípedo y mantenerse erguidos (East Side Story). Más aún, en un medio cálido y con fuerte radiación ultravioleta e infrarroja algunas de las mejores soluciones adaptativas son la marcha bípeda y la progresiva reducción de la capa pilosa, lo que evita el excesivo recalentamiento del cuerpo. Hace 150 000 años el norte de África volvió a sufrir una intensa desertización, lo cual significó otra gran presión evolutiva como para que se fijaran los rasgos principales de la especie Homo sapiens.
Sin embargo, existe actualmente discrepancia respecto a la teoría de la aparición del bipedismo producto de la adaptación a la vida en la sabana. La existencia de restos fósiles tales como los del género Ardipithecus, con una forma de los dedos de los pies y una estructura pélvica que sugieren que andaban erguidos, y el posterior descubrimiento de los restos fósiles de Danuvius guggenmosi, plantea un problema con esta teoría; y lleva a plantear la teoría de que el bipedismo podría haberse originado en los antepasados del ser humano mientras se movían aun sobre los árboles.

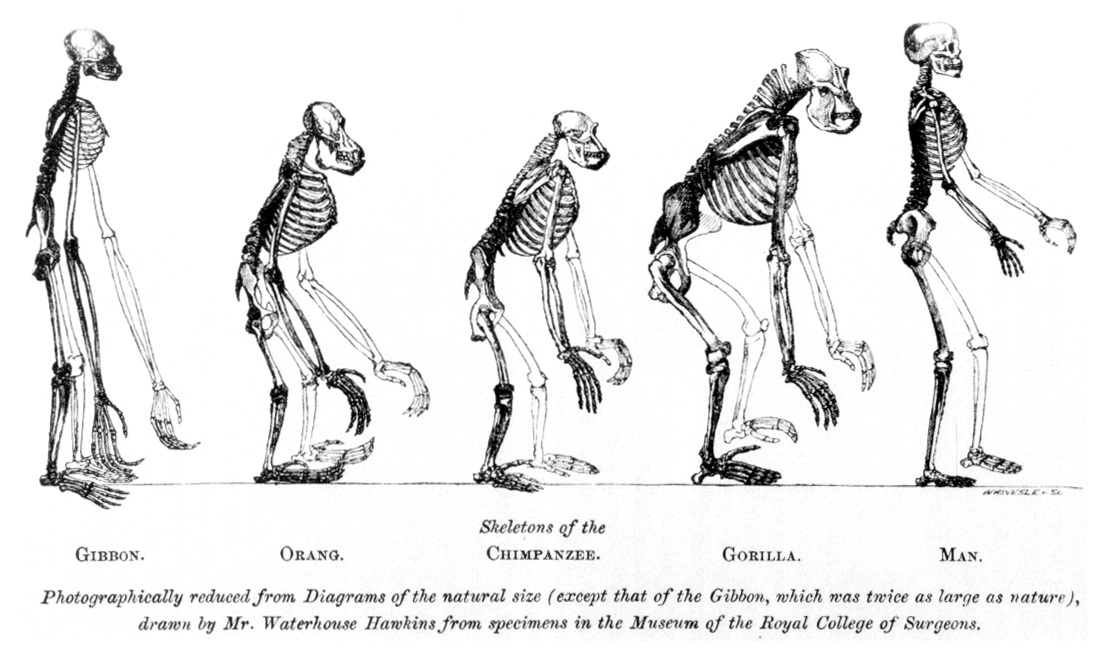
En este frontispicio de su Evidence as to Man's Place in Nature (1863), Thomas Henry Huxley publicó por primera vez su famosa imagen comparando el esqueleto de los simios al de los humanos.

Para lograr la postura y la marcha erecta han tenido que aparecer importantes modificaciones:
- Cráneo. Para permitir la bipedestación, el foramen magnum (u orificio occipital por el cual la médula espinal pasa del cráneo a la raquis) se ha desplazado; mientras en los simios el foramen magnum se ubica en la parte posterior del cráneo, en el Homo sapiens (y en sus ancestros directos) el foramen magnun se ha "desplazado" casi hacia la base del mismo.

- Columna vertebral. La columna vertebral bastante rectilínea en los simios, en el Homo sapiens y en sus ancestros bípedos ha adquirido curvaturas que permiten soportar mejor el peso de la parte superior del cuerpo. Tales curvaturas tienen un efecto "resorte". Por lo demás, la columna vertebral ha podido erguirse casi 90° a la altura de la pelvis; si se compara con un chimpancé se nota que al carecer este primate de la curva lumbar, su cuerpo resulta empujado hacia delante por el propio peso. En la raquis humana el centro de gravedad se ha desplazado, de modo que el centro de gravedad de todo el cuerpo se sitúa encima del soporte que constituyen los pies; al tener el Homo sapiens una cabeza relativamente grande, el centro de gravedad corporal es bastante inestable. Las vértebras humanas son más circulares que las de los simios; esto les permite soportar mejor el peso vertical.

- Pelvis. La pelvis se ha debido ensanchar, lo cual ha sido fundamental en la evolución de nuestra especie. Los huesos ilíacos de la región pelviana en los Homo sapiens (e inmediatos antecesores) "giran" hacia el interior de la pelvis. Esto le permite soportar mejor el peso de los órganos al estar en posición erecta. Esta modificación implica una disminución importante en la velocidad posible de la carrera por parte de los humanos. La bipedestación implica una posición de la pelvis que hace que las crías nazcan "prematuras": en efecto, el parto humano es denominado ventral acodado, ya que existe casi un ángulo recto entre la cavidad abdominal y la vagina que en el pubis de la mujer es casi frontal. Si en todos los otros mamíferos el llamado canal de parto es muy breve, en cambio en las hembras de Homo sapiens es muy prolongado y sinuoso. Esto dificulta los alumbramientos. Esto ha sido fundamental en la evolución de nuestra especie.

- Piernas. También para la bipedestación ha habido otros cambios morfológicos muy importantes y evidentes, particularmente en los miembros y articulaciones. Los miembros inferiores se han robustecido, el fémur humano se inclina hacia adentro, de modo que le posibilita la marcha sin necesidad de girar casi todo el cuerpo; la articulación de la rodilla se ha vuelto casi omnidireccional (esto es, puede moverse en diversas direcciones), aunque en los monos -por ejemplo el chimpancé- existe una mayor flexibilidad de la articulación de la rodilla, lo que facilita un mejor desplazamiento por las copas de los árboles, es así que el humano a diferencia de sus parientes más próximos no marcha con las rodillas dobladas.

- Pies. En los humanos los pies se han alargado, particularmente en el talón, reduciéndose algo los dedos del pie y dejando de ser oponible el "pulgar" del pie (el dedo mayor), por lo que, en líneas generales, el pie ha perdido casi totalmente la capacidad de aprehensión. Se sabe, en efecto, que el pie humano ha dejado de estar capacitado para aferrarse (cual si fuera una mano) a las ramas, pasando en cambio a tener una función importante en el soporte de todo el cuerpo. El dedo mayor del pie tiene una función vital para lograr el equilibrio de los homininos durante la marcha y la postura erecta; en efecto, el pulgar del pie de un chimpancé es transversal, lo que permite al simio aferrarse más fácilmente de las ramas, en cambio el "pulgar" del pie humano, al estar alineado, facilita el equilibrio y el impulso hacia adelante al marchar o correr. Los huesos de los miembros inferiores son relativamente rectilíneos en comparación con los de otros primates.

#### Ventajas y desventajas de la bipedestación
Es evidente que la gran cantidad de modificaciones anatómicas que condujeron del cuadrupedismo al bipedismo requirió una fuerte presión selectiva. Se ha discutido mucho sobre la eficacia e ineficacia de la marcha bípeda comparada con la cuadrúpeda. También se ha notado que ningún otro animal de los que se adaptaron a la sabana al final de Mioceno desarrolló una marcha bípeda. 
Si se toma en cuenta la teoría de que se parte de homínidos con un tipo de desplazamiento cuadrúpedo poco eficaz para largos desplazamientos en terreno abierto, como el que presentan los chimpancés, el modo en que se desplazan los chimpancés, apoyando la segunda falange de los dedos de las manos, no puede compararse a la marcha cuadrúpeda de ningún otro mamífero; en cambio, la existencia de un desplazamiento bípedo anterior a habitar la sabana habría sido una ventaja para lograr habitar en este medio ambiente.  
Como los primeros homínidos de sabana probablemente se vieron obligados a desplazarse distancias considerables en campo abierto para alcanzar grupos de árboles situados a distancia, la marcha bípeda pudo ser una ventaja muy eficaz en estas condiciones, ya que:
- Permite otear el horizonte por encima de la vegetación herbácea en busca de árboles o depredadores.
- Permite transportar cosas (como comida, palos, piedras o crías) con las manos, liberadas de la función locomotora.
- Es más lenta que la marcha cuadrúpeda, pero es menos costosa energéticamente, lo que debería ser interesante para recorrer largas distancias en la sabana, o en otros hábitats más pobres en recursos que la selva.
- Expone menos superficie al sol y permite aprovechar la brisa, lo que ayuda a no recalentar el cuerpo y ahorrar agua, cosa útil en un hábitat con escasez de este recurso.

Hace años se argumentó que la liberación de las manos por parte de los primeros homínidos bípedos les permitió elaborar armas de piedra para cazar, lo cual habría sido el principal motor de nuestra evolución. Hoy está claro que la liberación de las manos (que se produjo hace más de 4 millones de años) no está ligada a la fabricación de herramientas, que aconteció unos 2 millones de años después, y que los primeros homininos no eran cazadores y que a lo sumo comían carroña esporádicamente.[cita requerida]
Pero la bipedestación trajo una desventaja en la reproducción, ya que el hecho de pasar del cuadrupedismo al bipedismo conllevó un cambio anatómico de las caderas, con gran reducción del canal del parto que hacía más difícil y doloroso el alumbramiento, tal como se demuestra cuando se compara la cadera de un chimpancé promedio con la de un Australopithecus como Lucy, quienes además presentan un tamaño de cerebro similar.

#### Liberación de los miembros superiores
La postura bípeda dejó libres los miembros superiores, que ya no tienen que cumplir la función de patas (excepto en los niños muy pequeños) ni la de braquiación, es decir, el desplazamiento de rama en rama con los brazos, aun cuando la actual especie humana, de la cintura hacia arriba, mantenga una complexión de tipo arborícola.
Esta liberación de los miembros superiores fue, en su inicio, una adaptación óptima al bioma de sabana; al marchar bípedamente y con los brazos libres, los ancestros del hombre podían recoger más fácilmente su comida, raíces, frutos, hojas, insectos, huevos, reptiles pequeños, roedores y carroña; en efecto, muchos indicios hacen suponer como probable que nuestros ancestros fueran en gran medida carroñeros y, dentro del carroñeo, practicaran la modalidad llamada cleptoparasitismo, esto es, robaban las presas recién cazadas por especies netamente carnívoras; para tal práctica, nuestros ancestros debían haber actuado en bandas, organizadamente.
Los miembros superiores, siempre en relación con otras especies, se han acortado. Estos miembros superiores, al quedar liberados de funciones locomotoras, se han podido especializar en funciones netamente humanas. El pulgar oponible es una característica heredada de los primates más antiguos, pero si en éstos la función principal ha sido la de aferrarse a las ramas y en segundo lugar aprehender las frutas o insectos que servían de alimento, en la línea evolutiva que desemboca en nuestra especie la motilidad de la mano, y en particular de los dedos de ésta, se ha hecho gradualmente más precisa y delicada, lo que ha facilitado la elaboración de artefactos; aún (junio de 2005) no se tiene conocimiento respecto al momento en que la línea evolutiva comenzó a crear artefactos, aunque es seguro que hace ya más de 2 millones de años Homo habilis/Homo rudolfensis realizaba toscos instrumentos que utilizaba asiduamente (en todo caso, los chimpancés, en estado silvestre, confeccionan "herramientas" de piedra, madera y hueso muy rudimentarias). El desarrollo de la capacidad de pronación en la articulación de la muñeca también ha sido importantísimo para la capacidad de elaborar artefactos.

#### Visión
El humano hereda de los prosimios la visión estereoscópica y pancromática (la capacidad de ver una amplia tonalidad de los colores del espectro visible); los ojos en la parte delantera de la cabeza posibilitan la visión estereoscópica (en tres dimensiones), pero si esa característica surge en los prosimios como una adaptación para moverse mejor durante la noche o en ambientes umbríos como los de las junglas, en Homo sapiens tal función cobra otro valor: facilita la mirada a lontananza, el otear horizontes; en este aspecto, la visión es bastante más aguda en los humanos que en los otros primates y en los prosimios. Esto facilitará el hecho por el cual Homo sapiens sea un ser altamente visual (por ejemplo las comunicaciones mediante la mímica), y facilitará asimismo lo imaginario.

#### Especialización
Pese al conjunto de modificaciones morfológicas antes reseñadas, desde el punto de vista de la anatomía comparada, llama la atención una cuestión: Homo sapiens es un animal relativamente poco especializado. En efecto, gran parte de las especies animales ha logrado algún tipo de especialización anatómica (por ejemplo los artiodáctilos poseen pezuñas que les permiten correr en las llanuras despejadas), pero las especializaciones, si suelen ser una óptima adaptación a un determinado bioma, conllevan el riesgo de la desaparición de la especie especializada y asociada a tal bioma si este se modifica.
La ausencia de tales especializaciones anatómicas ha facilitado a los humanos una adaptabilidad inusitada entre las demás especies de vertebrados para adecuarse a muy diversas condiciones ambientales.
Más aún, aunque parezca paradójico, Homo sapiens tiene características neoténicas. En efecto, la estructura craneal de un Homo sapiens adulto se aproxima más a la de la cría de un chimpancé que a la de un chimpancé adulto: el rostro es achatado ("ortognato" o de "bajo índice facial") y es casi inexistente el torus supraorbitario (en la humanidad actual apenas se encuentran vestigios de torus en las poblaciones llamadas australoides). De otro modo, se puede decir que los arcos superciliares de Homo sapiens son "infantiles", delicados, con el rostro aplanado o ligeramente prognato.
Homo sapiens es, por su anatomía, un animal muy vulnerable si se encuentra en condiciones naturales.
Asociado al hecho por el cual morfológicamente el ser humano tenga características que le aproximan a las de un chimpancé "niño" se encuentra el 'ortognatismo' y esto quiere decir, entre otras cuestiones, que los dientes de Homo sapiens son relativamente pequeños y poco especializados. Las mandíbulas, por esto, se han abreviado y hecho más delicadas, y falta además el diastema, o espacio en donde encajan los colmillos. La debilidad de las mandíbulas humanas las hace casi totalmente inútiles para la defensa a mordiscos ante un predador y, asimismo, son muy deficientes para poder consumir gran parte del alimento en su estado natural, lo que es uno de los muchos déficits corporales que llevan al humano a vivir en una sociedad organizada.

### Aspectos culturales

#### Aparición del lenguaje simbólico
Hablar de la aparición del lenguaje humano, lenguaje simbólico, por lógica parecería implicar que hay que hablar previamente de la cerebración, y eso es bastante cierto, pero el lenguaje humano simbólico tiene sus antecedentes en momentos y cambios morfológicos que son previos a cambios importantes en la estructura del sistema nervioso central. Por ejemplo, los chimpancés pueden realizar un esbozo primario de lenguaje simbólico basándose en la mímica (de un modo semejante a un sistema muy simple de comunicación para mudos).
Ahora bien, el lenguaje simbólico por excelencia es el basado en los significantes acústicos, y para que una especie tenga la capacidad de articular sonidos discretos se requieren más innovaciones morfológicas, algunas de ellas muy probablemente anteriores al desarrollo de un cerebro lo suficientemente complejo como para pensar de modo simbólico. En efecto, observemos la orofaringe y la laringe: en los mamíferos, a excepción del humano, la laringe se encuentra en la parte alta de la garganta, de modo que la epiglotis cierra la tráquea de un modo estanco al beber e ingerir comida. En cambio, en Homo sapiens, la laringe se ubica más abajo, lo que permite a las cuerdas vocales la producción de sonidos más claramente diferenciados y variados, pero al no poder ocluir completamente la epiglotis, la respiración y la ingesta deben alternarse para que el sujeto no se ahogue. El acortamiento del prognatismo que se compensa con una elevación de la bóveda palatina facilitan el lenguaje oral. Otro elemento de relevante importancia es la posición y estructura del hioides, su gracilidad y motilidad permitirán un lenguaje oral lo suficientemente articulado.
Estudios realizados en la Sierra de Atapuerca (España) evidencian que Homo antecessor, hace unos 800 000 años, ya tenía la capacidad, al menos en su aparato fonador, para emitir un lenguaje oral lo suficientemente articulado como para ser considerado simbólico, aunque la consuetudinaria fabricación de utensilios (por toscos que fueran) por parte del Homo habilis hace unos dos millones de años, sugiere que en éstos ya existía un lenguaje oral articulado muy rudimentario pero lo suficientemente eficaz como para transmitir la suficiente información o enseñanza para la confección de los toscos artefactos.
Además de todas las condiciones recién mencionadas, imprescindibles para la aparición de un lenguaje simbólico, se debe hacer mención de la aparición del gen FOXP2, que resulta básico para la posibilidad de tal lenguaje y del pensamiento simbólico, como se verá a continuación.

## Tabla comparativa de las diferentes especies del géneroHomo
Los nombres en negrita indican la existencia de numerosos registros fósiles.
| Especies              | Cronología (cron) | Distribución                                    | Altura de adulto (m) | Masa de adulto (kg)       | Volumen craneal (cm³) | Registro fósil | Descubrimiento / publicación del nombre |
| --------------------- | ----------------- | ----------------------------------------------- | -------------------- | ------------------------- | --------------------- | -------------- | --------------------------------------- |
| H. habilis            | 2.5–1.4           | África oriental                                 | 1.0–1.5              | 30–55                     | 600                   | Varios         | 1960/1964                               |
| H. rudolfensis        | 1.9               | Kenia                                           |                      |                           |                       | 1 cráneo       | 1972/1986                               |
| H. georgicus          | 1.8–1.6           | Georgia                                         |                      |                           | 600                   | Escasos        | 1999/2002                               |
| H. ergaster           | 1.9–1.25          | Este y Sur de África                            | 1.7                  | 80                        | 700–850               | Varios         | 1975                                    |
| H. erectus            | 2–0.3             | África, Eurasia (Java, China, Vietnam, Caucaso) | 1.8                  | 60                        | 900–1100              | Varios         | 1891/1892                               |
| H. cepranensis        | 0.8               | Italia                                          |                      |                           |                       | 1 copa craneal | 1994/2003                               |
| H. antecessor         | 0.8–0.35          | España, Inglaterra                              | 1.60-1.85            | 60-85                     | 1000                  | Tres sitios    | 1994/1997                               |
| H. heidelbergensis    | 0.6–0.25          | Europa, África                                  | 1.75-1.90            | 70-105                    | 1100–1400             | Varios         | 1907/1908                               |
| Homo rhodesiensis     | 0.3–0.12          | Zambia                                          |                      |                           | 1300                  | Muy pocos      | 1921                                    |
| Homo neanderthalensis | 0.23–0.024        | Europa, Asia Occidental                         | 1.7                  | 65–90 (complexión fuerte) | 1200–1800             | Varios         | 1829/1864                               |
| Homo sapiens          | 0.32–presente     | Mundial                                         | 1.5–1.85             | 55–95                     | 1000–1850             | Todavía vive   | —/1758                                  |
| H. sapiens idaltu     | 0.16              | Etiopía                                         |                      |                           | 1450                  | 3 cráneos      | 1997/2003                               |
| H. floresiensis       | 0.10–0.012        | Indonesia                                       | 1.0-1.1              | 25                        | 400                   | 7 individuos   | 2003/2004                               |
| H. luzonensis         | 0.22–0.019        | Filipinas                                       | 1.20                 |                           |                       | 3 individuos   | 2007/2019                               |

## Cuadro sinóptico de la evolución humana
| Época       | Edad         | Tiempo (absoluto) | Australopitecinos (África) | Homo en África                                                                          | Homo en Europa                                                                              | Homo en Asia                                                                                   | Cultura                                                        |
| ----------- | ------------ | ----------------- | --- | --------------------------------------------------------------------------------------- | ------------------------------------------------------------------------------------------- | ---------------------------------------------------------------------------------------------- | -------------------------------------------------------------- |
| Holoceno    | (reciente)   | Actualidad 11 700 | | H. sapiens                                                                              | H. sapiens                                                                                  | H. sapiens                                                                                     | Neolítico a actualidad (Escritura,...)                         |
| Pleistoceno | Tarantiense  | 11 700 126 000    | | H. sapiens                                                                              | H. sapiens (¿40 000-act.) H. neanderthalensis (230 000-29 000)                              | H. sapiens (42 000-act.) H. floresiensis (75 000-13 000) H. erectus soloensis (130 000-50 000) | Paleolítico Superior Musteriense (Pensamiento abstracto, arte) |
| Pleistoceno | Chibaniense  | 129 000 774 000   | | H. sapiens idaltu (185 000) H. sapiens (315 000-act.) H. rhodesiensis (600 000-160 000) | H. neanderthalensis (230 000-29 000) H. heidelbergensis (500 000-250 000)                   | H. erectus (1,8 Ma-250 000)                                                                    | Musteriense Achelense (Fuego)                                  |
| Pleistoceno | Calabriense  | 781 000 1,8 Ma    | Paranthropus robustus (2,0-1,2 Ma) P. boisei (2,3-1,3 Ma) Australopithecus sediba (1,95-1,78 Ma)                                               | H. ergaster (1,75-1 Ma) H. habilis (1,9-1,6 Ma)                                         | H. antecessor (>780 000) H. cepranensis (800 000) Homo sp. de la Sima del Elefante (1,2 Ma) | H. erectus (1,8 Ma-250 000) H. georgicus (1,8 Ma)                                              | Achelense Olduvayense                                          |
| Pleistoceno | Gelasiense   | 1,8 Ma 2,59 Ma    | A. sediba (1,95-1,78 Ma) P. robustus (2,0-1,2 Ma) P. boisei (2,3-1,3 Ma) P. aethiopicus (2,6-2,2 Ma) A. garhi (2,5 Ma) A. africanus (3-2,5 Ma) | H. habilis (1,9-1,6 Ma) H. rudolfensis (2,4-1,9 Ma)                                     |                                                                                             |                                                                                                | Olduvayense (Industria lítica)                                 |
| Plioceno    | Piacenziense | 2,59 Ma 3,6 Ma    | A. africanus (3-2,5 Ma)Kenyanthropus platyops (3,5 Ma) A. bahrelghazali (3,58 ± 0,27 Ma) A. afarensis (4-2,7 Ma)                               |                                                                                         |                                                                                             |                                                                                                |                                                                |
| Plioceno    | Zancliense   | 3,6 Ma 5,33 Ma    | A. afarensis (4-2,7 Ma) A. anamensis (4,2-3,9 Ma)                                                                                              |                                                                                         |                                                                                             |                                                                                                |                                                                |

## Futuro de la evolución humana
Se han hipotetizado diferentes posibilidades respecto a la evolución futura del ser humano, entre ellos:
Una línea del pensamiento que asegura que la especie humana ha dejado de evolucionar de la misma forma que el resto de los seres vivos, por diferentes motivos.
- Una de las razones planteadas es que los avances en la ciencia ahora permiten sobrevivir a personas que de otra forma habrían muerto (eliminación o alteración del proceso de la Selección natural) como también la existencia de una movilidad a nivel global, diluyéndose así cualquier novedad genética en una población tan grande (eliminación de la deriva genética).[53][54]
- Por otro lado, Gregory Stock (de la UCLA) comentó que «actualmente, la evolución darwiniana tradicional casi no produce cambio alguno en los humanos, y es muy poco probable que lo vaya a hacer en un futuro inmediato. La población humana es demasiado grande y está demasiado enmarañada, aparte de que las presiones selectivas están demasiado localizadas y son transitorias».[55] La evolución se acelera cuando miembros genéticamente similares procrean entre sí, pero la humanidad es demasiado grande y está demasiado dispersa para dicha concentración.

Sin embargo, existen también otras posturas que consideran que son precisamente los adelantos tecnológicos los que impulsan actualmente la evolución humana, aunque de manera artificial y no darwiniana. Por una parte, se ha propuesto que el entorno actual favorece la reproducción de las personas inteligentes, independientemente de su fuerza física o su estado de salud. Además, es posible que la ingeniería genética humana permita seleccionar las características genéticas de la descendencia.
Por otra parte, también se ha propuesto que en el futuro la tecnología posibilite a las personas vivir como cyborgs o incluso como seres digitales dentro de cuerpos o estructuras completamente artificiales.

## Notas sobre taxonomía

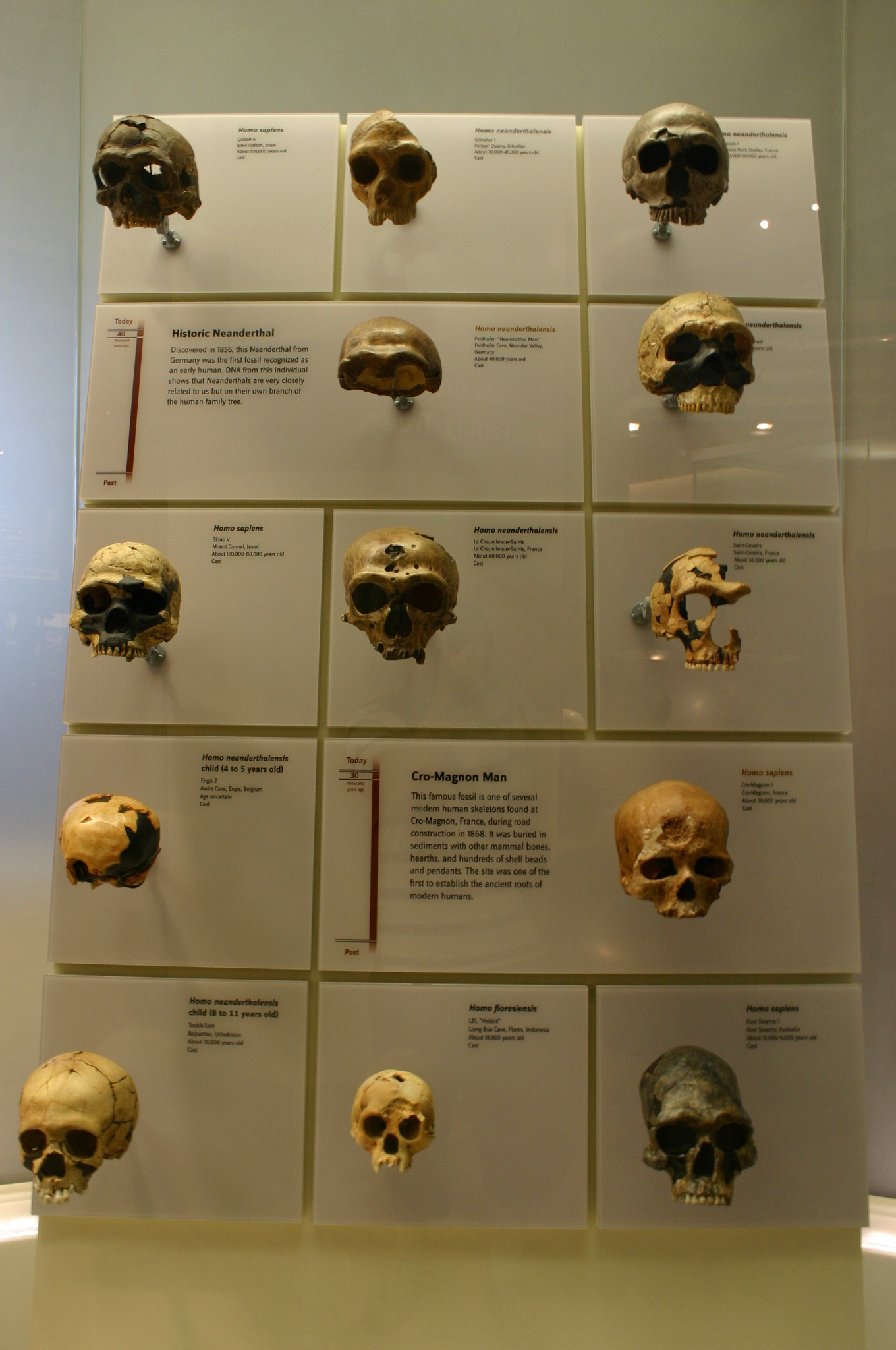
Colección de diferentes réplicas de cráneos de Homo